# Elecciones regionales de Venezuela de 2012
Las elecciones regionales de Venezuela de 2012 se realizaron el domingo 16 de diciembre de 2012. Eligiendo a los Gobernadores de cada entidad federal y a los Legisladores a los Parlamentos estadales, optando para el período 2012-2016. Fueron las 8° elecciones regionales que se realizaron en Venezuela desde 1989, esta vez separando las elecciones estadales de las municipales, las cuales se realizaron el 8 de diciembre de 2013.
La toma de posesión de los legisladores estadales se realizó el 5 de enero de 2013 y la de los gobernadores en los días previstos de acuerdo a las respectivas constituciones de los estados, ante los Parlamentos estadales.
Los resultados oficiales indican una victoria del PSUV partido del presidente Hugo Chávez en 20 de 23 gobernaciones de estado (ejecutivo estadal) y mayoría parlamentaria en 22 de 23 consejos legislativos estadales. La oposición por su parte mantuvo 3 gobernaciones y 1 consejo legislativo (Amazonas).

## Coaliciones

### Oficialistas (GPP)

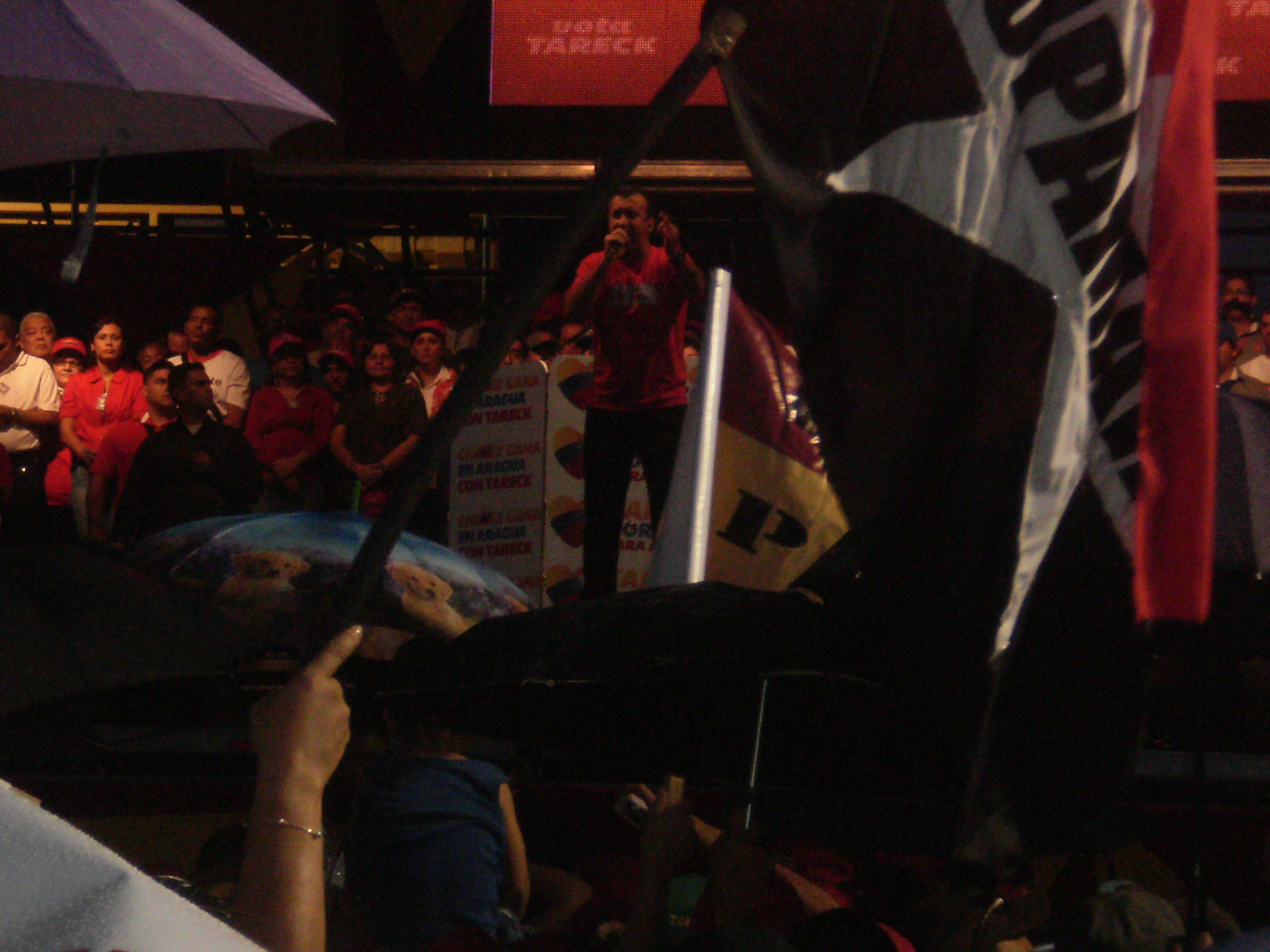
Tareck El Aissami en Maracay durante el cierre de campaña por la candidatura para la gobernación del estado Aragua.

El presidente de Venezuela, Hugo Chávez ha presentado una serie de candidatos para que asuman la responsabilidad de la candidatura a las gobernaciones, entre los cuales destacan ministros, exgobernadores, militares y hasta al propio vicepresidente de la República.

### Opositores (MUD)
Para designar a los candidatos opositores a las gobernaciones se realizaron unas elecciones primarias, en las que se designaron también la candidatura presidencial y las candidaturas municipales, destacando además que se logró el consenso en 6 estados (Zulia, Nueva Esparta, Amazonas, Carabobo, Lara, Táchira) donde los gobernadores son de oposición.

### Independientes
Candidatos que no se identifican con partidos de oposición o partidos oficialistas.

## Irregularidades en el Estado Bolívar
El candidato a gobernador por la mesa de la unidad democrática (MUD) Andres Velázquez al Edo. Bolívar, desconoció los resultados que daban como gobernador al candidato de PSUV, alegando que, aun cuando la rectora Tibisay Lucena había expresado haber contabilizado la totalidad de actas suficientes para dar un resultado irreversible, todavía no se habían contabilizado alrededor de 126 actas, que, sumadas al resultado de éste, lo daban como ganador, debido a la brecha tan pequeña entre ambos candidatos (ganando con un 46% sobre 44% del candidato oficialista) desconociendo así los resultados.
Se inicia entonces una protesta pacífica la misma noche del 16-D, llevadas a cabo por Velasquez y los electores a las afueras del CNE regional pidiendo que transmitieran las actas, sin obtener respuesta por parte del CNE regional, ni del CNE nacional. Las inmediaciones del lugar fueron militarizadas por Fuerza Armada Nacional Bolivariana, así como por la Guardia Nacional Bolivariana y la Policía Nacional Bolivariana. luego el vicepresidente Nicolás Maduro dio unas declaraciones dirigiéndose al candidato, pidiéndole que "no se vuelva loco". el candidato Oficialista fue adjudicado el 18 de diciembre y durante el evento, arrojo críticas al candidato opositor. 
Sin conseguir respuesta del CNE las protestas se extendieron hasta el 19 de diciembre, generando revuelo en las redes sociales por parte de la mesa de la unidad democrática (MUD) y la oposición, también generando críticas por parte de los medios de comunicación (radios y televisoras) pidiendo al Consejo Nacional Electoral realizar las medidas correspondientes. también hubo reacción de partidarios del gobierno (ministros y militantes) que criticaban a la oposición y no reconocían las actas. Varios representantes de la Unidad Nacional como Henrique Capriles, Leopoldo López y la diputada Maria Corina Machado así como el diputado Ismael García y el alcalde mayor Antonio Ledezma entre otros representantes de la mesa de la unidad democrática (MUD), se dirigieron a las protestas, en apoyo a Velazquez y al mismo tiempo hablando a los medios de comunicación y llamando al CNE a contabilizar las actas correspondientes y verificar los resultados.
El 19 de diciembre en horas de la tarde se pronunció el Rector del CNE Vicente Díaz, único rector en pronunciarse y pidió que se le diera entrega de las actas para realizar las medidas correspondientes y si era necesario desproclamar al candidato del PSUV y verificar los resultados. las actas se le fueron entregadas el día 20 de diciembre a la espera de una respuesta.
El día 23 se levantan las protestas, sin conseguir respuesta del rector Vicente Díaz, ni de ninguna otra rectores con respecto al tema. El candidato realizó una rueda de prensa el mismo día, pidiendo el reconteo de votos al CNE, a lo cual, tampoco se dio una respuesta, por parte de ninguno de los rectores, ni de ningún ente gubernamental.

## Conflictos en el Estado Zulia

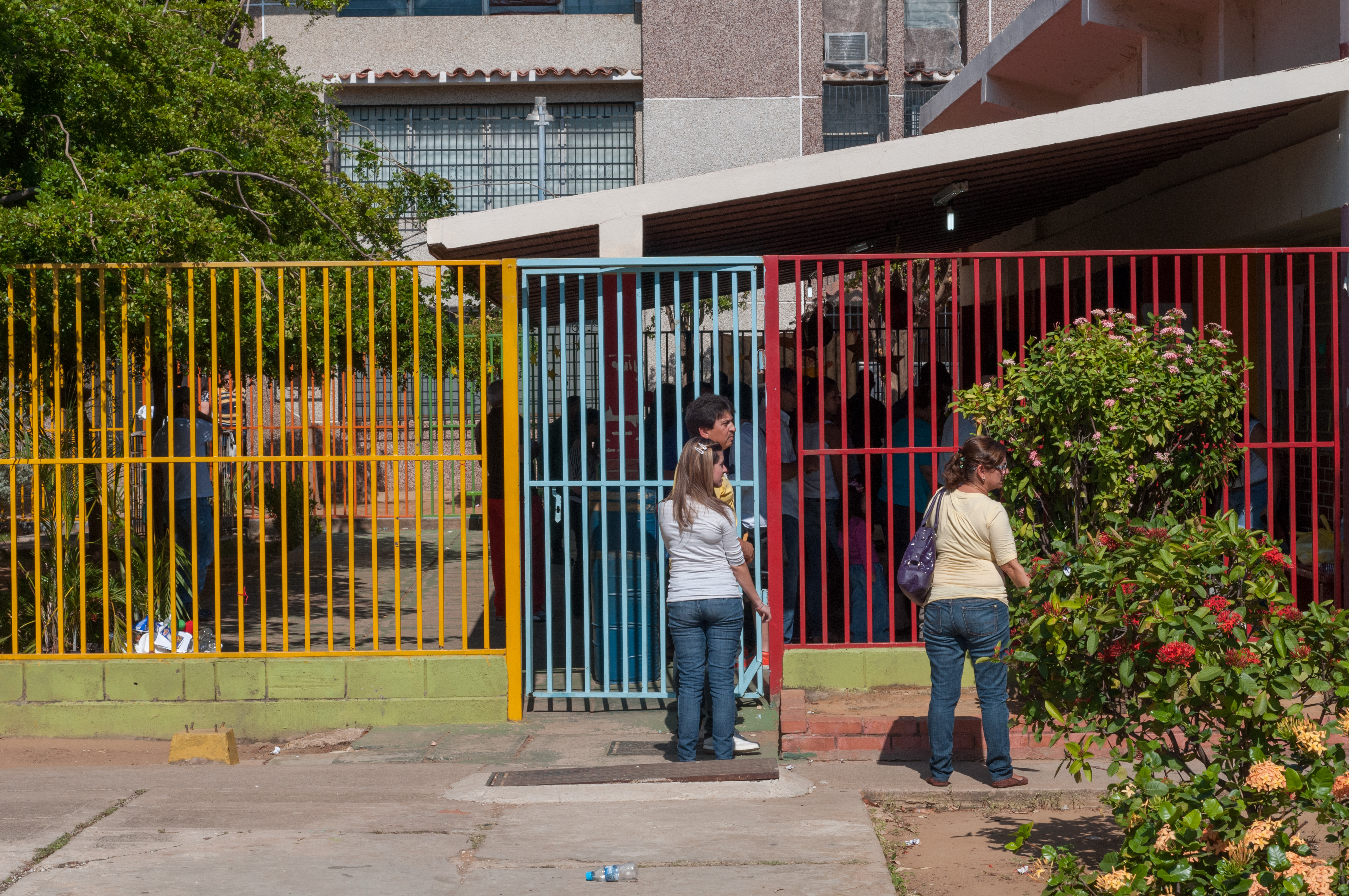
Centro Electoral en Maracaibo.

La proclamación del candidato por el PSUV Francisco Arias Cardenas estaba pautada para el 20 de diciembre, sin embargo, militantes del oficialismo pedían que se diera de inmediato la toma de posesión de la gobernación y del partido.
En la tarde del 19 de diciembre, militantes del partido oficialista Tupamaro se reunieron a las afueras de la gobernación del estado Zulia y entraron por la fuerza a las instalaciones a pesar de que la Policía Regional trato de impedirlo así como los trabajadores administrativos de la gobernación. Al entrar expulsaron a todos los trabajadores y subieron al balcón de la gobernación izando la bandera del partido y tomando control del establecimiento, esto generó críticas por parte de la oposición civil y los trabajadores de la gobernación por la forma violenta en que se realizó el acto.

## Controversia por rueda de prensa
En la tarde del 16 de diciembre, día de las elecciones, el vicepresidente Nicolás Maduro realizó una rueda de prensa, en la cual invitaba a los partidarios del gobierno y a los venezolanos en general a votar y "no quedar mal" con el presidente Chávez, esto generó controversia y críticas por parte del electorado y los dirigentes políticos de la MUD, los cuales alegaban que era una violación a la ley electoral, la cual estipula que no se pueden realizar actos de campaña de ningún candidato 3 días antes del proceso electoral y tampoco durante el mismo.
El rector del Consejo Nacional Electoral, Vicente Díaz organizó a los poco minutos una rueda de prensa paralela, exhortando al vicepresidente a terminar dicha rueda de prensa de inmediato debido a que estaba violando la ley electoral. La rueda de prensa se siguió transmitiendo por 5 canales del estado, hasta que fue cancelada minutos después. A pesar de esto, no se realizó ninguna sanción en contra del vicepresidente, dado que no se llevó a ninguna instancia alguna denuncia formal en contra del mismo.

## Candidatos a gobernador
| CANTIDATOS A GOBERNADOR POR ESTADO |                                      |           |
| Estado                             | Coalición (Partido)                  | Candidato |
| Amazonas                           |                                      |           |
| MUD (Movimiento Progresista)       | Liborio Guarulla (elegido)           |           |
| (Acción Democrática)               | Magno Barros                         |           |
| GPP (PSUV)                         | Nicia Maldonado                      |           |
| (PUAMA)                            | Gregorio Mirabal                     |           |
| (ORA)                              | Plinio Graterol                      |           |
| (NUVIPA)                           | Antonio Coraspe                      |           |
| Anzoátegui                         |                                      |           |
| MUD (Acción Democrática)           | Antonio Barreto Sira                 |           |
| GPP (PSUV)                         | Aristóbulo Istúriz (elegido)         |           |
| (MEP)                              | Ubaldo Alvarado                      |           |
| (Poder Laboral)                    | Edwin Figuera                        |           |
| (Nuevo Pacto)                      | Manuel Lozada                        |           |
| (NUVIPA)                           | Juan Carlos Mata                     |           |
| (PSL)                              | Elieser Terán                        |           |
| Apure                              |                                      |           |
| MUD (Fuerza Ciudadana)             | Luis Lippa                           |           |
| GPP (PSUV)                         | Ramón Carrizales (elegido)           |           |
| (MEP)                              | Leopoldo Estrada                     |           |
| (NUVIPA)                           | José Tomás Sosa                      |           |
| Aragua                             |                                      |           |
| MUD (Primero Justicia)             | Richard Mardo                        |           |
| GPP (PSUV)                         | Tareck El Aissami (elegido)          |           |
| (ORA)                              | Ruth Rodríguez                       |           |
| (PIEDRA)                           | Ismael Acevedo (retirado)            |           |
| (NUVIPA)                           | Aris Segovia                         |           |
| (PSL)                              | Emilio Batidas                       |           |
| Barinas                            |                                      |           |
| MUD (Avanzada Progresista)         | Julio César Reyes                    |           |
| GPP (PSUV)                         | Adán Chávez (elegido)                |           |
| (NUVIPA)                           | Marco Tezara                         |           |
| Bolívar                            |                                      |           |
| MUD (La Causa Radical)             | Andrés Velásquez                     |           |
| (Gente Emergente)                  | Amauris Aular                        |           |
| GPP (PSUV)                         | Francisco Rangel Gómez (elegido)     |           |
| (PCV)                              | Manuel Arciniegas                    |           |
| (Poder Laboral)                    | Vianney Valdez (retirado)            |           |
| (ORA)                              | José Contreras                       |           |
| (PIEDRA)                           | Pedro Rendón                         |           |
| (NUVIPA)                           | Robert Martínez                      |           |
| (CRV)                              | María Quintana                       |           |
| (PRT)                              | Edwin Zambrano                       |           |
| (EL)                               | Pedro Tabarés                        |           |
| Carabobo                           |                                      |           |
| MUD (Proyecto Venezuela)           | Henrique Salas Feo                   |           |
| (EL)                               | Laura Valls                          |           |
| GPP (PSUV)                         | Francisco Ameliach (elegido)         |           |
| (VBR)                              | Juan Peña Loyo                       |           |
| (Poder Laboral)                    | María Mirabal                        |           |
| (ORA)                              | Juan Linares                         |           |
| (NUVIPA)                           | Raúl Coraspe                         |           |
| (NOÉ)                              | Noé Mujica                           |           |
| (PSL)                              | Antonio Espinoza                     |           |
| Cojedes                            |                                      |           |
| MUD (Acción Democrática)           | Alberto Galíndez                     |           |
| (MOVEV)                            | José Castro                          |           |
| GPP (PSUV)                         | Erika Farías (elegida)               |           |
| (Poder Laboral)                    | Wilfredo Lago                        |           |
| (NUVIPA)                           | José Rodríguez                       |           |
| (NOS)                              | Antonio Matute                       |           |
| (PASOCO)                           | Pedro León                           |           |
| Delta Amacuro                      |                                      |           |
| MUD (Movimiento al Socialismo)     | Arévalo Salazar                      |           |
| GPP (PSUV)                         | Lizeta Hernández (elegida)           |           |
| (NUVIPA)                           | Migdaesi Pinto                       |           |
| (NOS)                              | Ricardo Koesling                     |           |
| Falcón                             |                                      |           |
| MUD (Independiente)                | Gregorio Graterol                    |           |
| (PROCOMUNIDAD)                     | Raumel Guerrero                      |           |
| GPP (PSUV)                         | Stella Lugo (elegida)                |           |
| (VBR)                              | Magalis Covi                         |           |
| (NUVIPA)                           | Elsa Colina                          |           |
| (Independiente)                    | Oswaldo León                         |           |
| Guárico                            |                                      |           |
| MUD (Acción Democrática)           | José Manuel González de Tovar        |           |
| GPP (PSUV)                         | Ramón Rodríguez Chacín (elegido)     |           |
| (PSOEV)                            | Porfirio Oropeza (retirado)          |           |
| (NUVIPA)                           | Juan Carlos Rodríguez                |           |
| Lara                               |                                      |           |
| MUD (Avanzada Progresista)         | Henri Falcón (elegido)               |           |
| (MOVEV)                            | Cesar Guerrero                       |           |
| GPP (PSUV)                         | Luis Reyes Reyes                     |           |
| (PIEDRA)                           | Julio La Cruz                        |           |
| Mérida                             |                                      |           |
| MUD (Copei)                        | Léster Rodríguez                     |           |
| GPP (PSUV)                         | Alexis Ramírez (elegido)             |           |
| (PCV)                              | Florencio Porras                     |           |
| (MOVEV)                            | Gerardo Pacheco                      |           |
| (PMI)                              | Daniel García                        |           |
| (NUVIPA)                           | Rafael Farias                        |           |
| (PSL)                              | Simón Rodríguez                      |           |
| Miranda                            |                                      |           |
| MUD (Primero Justicia)             | Henrique Capriles Radonski (elegido) |           |
| GPP (PSUV)                         | Elías Jaua                           |           |
| (PRT)                              | Félix Velásquez (retirado)           |           |
| (JOVEN)                            | Freddy Chacón (retirado)             |           |
| (PIEDRA)                           | Leonardo Chirinos (retirado)         |           |
| (NUVIPA)                           | Claudio Ojeda                        |           |
| (OPINA)                            | Jorge Contreras                      |           |
| Monagas                            |                                      |           |
| MUD (Independiente)                | Soraya Hernández                     |           |
| (Independiente)                    | José Gregorio Briceño                |           |
| GPP (PSUV)                         | Yelitze Santaella (elegida)          |           |
| (VBR)                              | Francisco Arias                      |           |
| (Poder Laboral)                    | Yanni Villahermosa (retirada)        |           |
| (ORA)                              | Jesús Domínguez (retirado)           |           |
| (NUVIPA)                           | Judith Márquez                       |           |
| (OPINA)                            | Humberto Canales                     |           |
| Nueva Esparta                      |                                      |           |
| MUD (Acción Democrática)           | Morel Rodríguez Ávila                |           |
| GPP (PSUV)                         | Carlos Mata Figueroa (elegido)       |           |
| (JOVEN)                            | Pedro Arévalo (retirado)             |           |
| (MOVEV)                            | Luis López Marcano                   |           |
| (NUVIPA)                           | Frank Pinto                          |           |
| Portuguesa                         |                                      |           |
| MUD (Independiente)                | Iván Colmenares                      |           |
| (MOVEV)                            | Akram El Nimer                       |           |
| GPP (PSUV)                         | Wilmar Castro Soteldo (elegido)      |           |
| (PCV)                              | Oswaldo Zerpa                        |           |
| (NUVIPA)                           | Rafael Blanco                        |           |
| (PRT)                              | Jesús Gonzáles                       |           |
| Sucre                              |                                      |           |
| MUD (Voluntad Popular)             | Hernán Núñez                         |           |
| GPP (PSUV)                         | Luis Acuña (elegido)                 |           |
| (Poder Laboral)                    | Félix Rodríguez                      |           |
| (NUVIPA)                           | Elias Ocque                          |           |
| (PSL)                              | Eleazar Guillent                     |           |
| Táchira                            |                                      |           |
| MUD (Copei)                        | César Pérez Vivas                    |           |
| GPP (PSUV)                         | José Gregorio Vielma Mora (elegido)  |           |
| (OPINA)                            | William Méndez                       |           |
| (NUVIPA)                           | Rafael Escobar                       |           |
| (PORESTA)                          | Manuel Rugeles                       |           |
| Trujillo                           |                                      |           |
| MUD (Acción Democrática)           | José Hernández                       |           |
| GPP (PSUV)                         | Henry Rangel Silva (elegido)         |           |
| (Tupamaro)                         | Edgar Barreto (retirado)             |           |
| (NOS)                              | Oscar Hernández                      |           |
| (CRV)                              | Arturo Trejo (retirado)              |           |
| Vargas                             |                                      |           |
| MUD (Un Nuevo Tiempo)              | José Manuel Olivares                 |           |
| GPP (PSUV)                         | Jorge García Carneiro (elegido)      |           |
| (ORA)                              | Vicente Rosa (retirado)              |           |
| (Poder Laboral)                    | César Gutiérrez                      |           |
| (NUVIPA)                           | Pedro Grateron                       |           |
| (NOS)                              | Aslan Taoufik (retirado)             |           |
| (VU)                               | Cristian González                    |           |
| Yaracuy                            |                                      |           |
| MUD (Convergencia)                 | Biagio Pilieri                       |           |
| GPP (PSUV)                         | Julio León Heredia (elegido)         |           |
| (JOVEN)                            | Richard José Lira                    |           |
| (NUVIPA)                           | José Luis Portillo                   |           |
| (MRS)                              | Ender Guedez                         |           |
| Zulia                              |                                      |           |
| MUD (Un Nuevo Tiempo)              | Pablo Pérez Álvarez                  |           |
| GPP (PSUV)                         | Francisco Arias Cárdenas (elegido)   |           |
| (NUVIPA)                           | Iris Rincón                          |           |
| (PDUPL)                            | María Bolívar                        |           |